# Шилово (Шиловский район)
Ши́лово — рабочий поселок, административный центр Шиловского городского поселения и Шиловского муниципального района Рязанской области.

## Географическое положение
Шилово расположено на Окско-Донской равнине на правом берегу реки Оки чуть выше впадения в неё реки Пары, в 80 км к юго-востоку от областного центра города Рязани. Расстояние от поселка до областного центра по автодороге 100 км.
К северо-западу от пгт. Шилово протекает река Ока, по берегу которой расположено несколько городских пляжей, прудов, затонов, а также Шиловский лесопарк, на противоположном берегу Оки расположено озеро Преслино. К востоку от пгт. Шилово расположено устье реки Пары с пойменными озёрами. К югу от пгт Шилово находится озеро Пертово, дубовые рощи и лес Чечёра. Ближайшие населённые пункты: деревни Кривцово и Ибредь, села Борок и Тимошкино.

## Население
| 1859    | 1897    | 1906    | 1926    | 1939    | 1959    |
| ------- | ------- | ------- | ------- | ------- | ------- |
| 604     | ↗678    | ↗788    | ↗1513   | ↗5315   | ↗9424   |
| 1970    | 1979    | 1989    | 2002    | 2009    | 2010    |
| ↗12 685 | ↗13 965 | ↗18 374 | ↘16 572 | ↘15 978 | ↘15 669 |
| 2012    | 2013    | 2014    | 2015    | 2016    | 2017    |
| ↘15 461 | ↘15 142 | ↘14 917 | ↘14 853 | ↘14 720 | ↘14 531 |
| 2018    | 2019    | 2020    | 2021    | 2023    |         |
| ↘14 364 | ↘14 174 | ↘13 993 | ↘13 917 | ↘13 598 |         |

По данным переписи населения 2010 г. в пгт Шилово постоянно проживают 15 669 чел. (в 1992 г. — 17 888 чел.).

## Происхождение названия
Современный пгт Шилово унаследовал свое имя от древнерусского города Шилов, упоминаемого в «Списке русских городов дальних и ближних» XV—XVII вв. в перечне рязанских городов. М. Н. Тихомиров выдвинул версию, что населённый пункт получил название по фамилии его владельцев — боярского и дворянского рода Шиловских.
Название села Новоселки, по данным рязанского краеведа А. В. Бабурина, образовано от народного географического термина новоселки — «новое селение». Данный топоним широко представлен в России, в том числе и на территории Рязанской области.
Название поселка Прибрежный отражает его расположение на берегу реки. В XVI веке, на этом месте существовало пуст. Кулаково.

## История
В старые времена на месте нынешнего поселка, согласно одной из версий, оспариваемых другими учёными, располагался древнерусский город Неринск, отмеченный в Ипатьевской, Никоновской и Московском летописном своде конца XV века в 1147 году, вместе и на одной странице с Москвой.
В 1316 (1321) годах — уже как село Нерское — передаётся рязанскими князьями роду Шиловских. В конце XIV века упоминается в «Списке городов Рязанских» в качестве града Шилов.
В 1365 г. на борисоглебовских землях рязанской епархии, Воинском уезде, произошло сражение, именуемое, как «Сражение под Шишевским лесом на Воино». Эта местность находится между речками Непложа и Крутица. Само сражение произошло перед речкой Ярославкой, откуда начиналась западная граница Шишевского леса.
В списке с родового письма рязанских дворян Шиловских конца XVII в. содержится пересказ жалованной несудимой грамоты великого князя рязанского Ивана Федоровича (1427—1456), где говорится о том, что князья Рязанские пожаловали дворянскому роду Шиловских:
```
 "дали прадеды наши великие князи две околиць, пять погостов, писано в ней13 триста семи слохоснаи полтара снаи еми заечные сто и шездесят веприя и зауков двесте семинаси з бортнымим (?) поземом13 и с озеры и с перевесники15, с резанскими шездесят, с навинами и столнами са всеми пашенными16; и то знают еси они ж, коим истарины и село Нерское и [околицу]17 вниз Оки реки по берегу, а в селе18 церковь Успения Пречистые, пределы Чюдотворце Микола да Катерина великая с вотчиною землею и [с]19 крестьяны, с пажнями по реке по Оке и по азера20 Бокина и Боровое, и азерки, и всякие рыбные ловли, и мыто, и перевоз, и перевес со вспуды21 и з бортною землею, и з бортники, и с лесом, и з звериным; и тех бортников, которые им даны, свободны им посылать и доход бортничей с них имать, а бортником великого князя знати свои угодья и озеры подселные всем еси власти из старины своим владеньем". Из родового письма Шиловских.
```

После включения в XVI в. великого княжества Рязанского в состав формирующегося Российского государства, в целях безопасности юго-восточных границ строится Большая засечная черта. Две засеки- Липская, от р. Оки вдоль р. Ярославка на Сапожок и Шацкая - до Шилова, прикрывали Московское направление с востока. 

Герб рода дворян Шиловских.

Само село Шилово принадлежало в это время дворянским родам: Шиловских, Запольских,Солововых-Петровых,Биркиным,Сонцевым, Хрястовым, Щеткиным.

В подлинных писцовых книгах 1629—1630 гг. дается следующее описание села Новоселки: 
«Село Новоселки, а в нём церковь во имя чудотворца Николая древена клетцки, а в церкви образы и ризы и книги и колокола и все церковное строение помещиков и вотчинников села Новоселок, а у церкви на погосте: двор поп Игнатей, двор дьячек Васка Тимофеев; пашни паханые и наезжие и перелогу и лесом поросло добрые земли 20 чети в поле, а в дву потомуж, сено и лес и всякое угодье и перевесье ко всему селу Новоселок с помещики и вотчинники вопче».
Села Шилово и Новоселки, а также ряд соседних населённых пунктов, упоминаются немецким путешественником и географом Адамом Олеарием в его книге «Описание путешествия голштинского посольства в Московию и Персию (1633—1639)»:
«В этот день [5 июля .] мы прошли мимо различных небольших монастырей и деревень; это невдалеке от Рязани: село Киструс — в 7 верстах, Обложицкий монастырь — в 3 верстах, Липовые Исады, дворянская усадьба — в 2 верстах, Муратово — в 2 верстах, Калемино — в 1 версте, Пустое Поле — в 1 версте, деревня архиепископа Рязанского, Новоселки — в 3 верстах, Шилка — в 2 верстах. У первой деревни по воде плыло нагое человеческое тело, которое, вследствие, вероятно, долгоплавания по воде, было совершенно черно от солнца и сильно свалялось. Полагали, что это человек, убитый казаками или беглыми рабами, которые, говорят, тут в окрестностях имеются. 6 того же месяца поездка шла мимо монастырей Терехина — в 10 верстах, Тыринской слободы — в 10 верстах, Свинчуса — в 8 верстах, и Копанова — в 2 верстах. Здесь мы вторично увидели плывшее мертвое тело. Так как, однако, убийства здесь нередки, то русские не обратили на это внимания. 7 июля мы рано прибыли к Добрынину острову, в 30 верстах от предыдущей деревни…».[1]

Только к концу XVII в. последствия смуты в Шиловской земле были, в основном, ликвидированы. К этому времени границы Российского государства отодвигаются все дальше на юг от реки Оки, крестьянами осваиваются все новые и новые земли. Засечные укрепления ветшали за ненадобностью, а полоса земель древних засек включалась в хозяйственный оборот. Села Шилово и Новоселки были в это время сравнительно небольшими. Согласно окладным книгам за 1676 г. в селе Шилово при Успенской церкви показаны 
«двор поп Михаил, место пустовое церковнаго дьячка Федоски Иванова, просвирницы и пономаря нет. Церковные земли — розных помещиков дачи 20 четвертей в поле, в дву потомуж, сена на 10 копен. В приходе к той церкви в том селе Шилове 10 дворов помещиковых да крестьянских 10 дворов, бобыльских 3 двора, и всего с помещиковыми и с поповыми 24 двора». 
По тем же окладным книгам в селе Новоселки при Никольской церкви значилось земли только «8 чети в поле, в дву потомуж, сенных покосов нет». В приходе к Никольской церкви состояло 3 двора помещиковых и 50 дворов крестьянских.
Интересно, что окладные книги 1676 г. упоминают о расположенном в 1 версте к востоку от села Шилово «в дачах того же села» небольшом Николо-Лапотном монастыре (пустыни). Время его основания не известно, но ко времени составления окладных книг монастырская Никольская церковь значилась уже «пустовою», то есть не имевшей священника, и по указу рязанского архиерея служба в ней совершалась лишь дважды в году на память святителя Николая Чудотворца священником Успенской церкви села Шилово.

В 1695 и 1722 гг. с караваном судов по реке Оке через Шиловскую землю дважды проезжал император Пётр I, направляясь в походы под Азов и в Персию. А вот рассказы о том, что Петр останавливался в Шилово и посещал Николо-Лапотный монастырь, являются всего лишь легендою. Тем не менее Николо-Лапотный монастырь, несмотря на небольшие размеры, пользовался известностью, об этом свидетельствует следованная псалтырь, хранившаяся в XIX в. в Успенской церкви села Шилово со следующей дарственной надписью: 
«Сия глаголемая псалтирь следованная пожаловал и приложил благородный великий князь царевич Алексей Петрович в Рязанской уезд, в Старорязанской стан в пустыню Николая Чудотворца, что на реке Оке, зовомый Лапотный, 1708 года ноября 3 дня».
Интересно, что в XVIII в. Никольская церковь Николо-Лапотного монастыря, к этому времени упраздненного, стала предметом длительного спора между крестьянами села Березово и крестьянами села Шилово.
Ещё в 1719 г. владельцы села Шилово перенесли старую Никольскую монастырскую церковь на другое место, поближе к селу, перестроили на новом месте и освятили. А в апреле 1747 г. преосвященный Алексий (Титов) выдал прихожанам села Березово благословенную грамоту на постройку в бывшей Николо-Лапотной пустыни новой Никольской церкви на новом кладбище. Уже в 1748 г. приказчик села Березово Иван Мокеев просил владыку разрешить освятить новопостроенную Никольскую церковь. Богослужение в ней совершалось всего 3 раза в год — на память святителя Николая Чудотворца (6 декабря), в день Рождества Иоанна Предтечи и Усекновения главы его.
Так как Николо-Лапотная пустынь располагалась ближе к селу Шилову и на его землях, между его жителями и жителями села Березово, построившими новую Никольскую церковь, возник спор и тяжбы о её принадлежности. Дело дошло до того, что прибывший в Рязанскую епархию в 1752 г. новый владыка Димитрий (Сеченов), приказал, чтобы положить конец препирательствам, отобрать из Никольской церкви антиминс, без которого было невозможно проведение богослужений.

Но на этом дело не кончилось. 4 июля 1785 г. бурмистр села Березово Василий Сафонов и церковный староста Семен Наумов от лица всех прихожан обратились к преосвященному Симону (Лагову), архиепископу Рязанскому и Зарайскому, с просьбой разрешить им устроить при приходской Никольской церкви придел во имя Рождества Иоанна Предтечи, а старую Николо-Лапотную церковь разобрать на дрова. Почти одновременно к владыке обратились также и крестьяне села Шилово с просьбой разрешить им устроить при их приходской Успенской церкви придел из материалов разобранной Николо-Лапотной. При этом шиловцы сообщали, что 
«сего 785 года июня 21 дня села Березова иерей Симеон Григорьев, диакон Осип Афанасьев да престарелой пономарь Кирила Андреянов, собравши вотчины помещика Нарышкина — сел Березова и Борку с крестьянами во множественном числе людей, приехав воденым путем и войдя в Никольскую (монастырскую) церковь, иконостас весь и прочия святыя иконы и церковную всю утварь, книги и прочее все взяли, и, положа в лодку, увезли в село Березово».
Рассмотрев дело и выяснив, что Николо-Лапотная церковь находится в дачах села Шилово, Рязанская Духовная консистория постановила 
«Николо-Лапотную церковь отдать к перестроению прихожанам с. Шилова, а затем, и образа, взятыя из оной с. Березова жителями, велеть возвратить в оную-ж, перестроение оной церкви дозволить учинить не на прежнем ея месте — за рекою, а в самом селе Шилове на погосте приходской церкви, коей в том селе и быть вместо придельной теплою».
К началу XIX в. старые деревянные церкви в селах Новоселки и Шилово значительно обветшали, а постройка новых оказалась сопряжена со значительными трудностями и шла медленно.
В селе Новоселки, из-за угрозы обрушения, службы в старом Никольском храме были прекращены, и в сентябре 1811 г. местный священник Авраамий Алексиев от лица прихожан подал прошение о постройке здесь новой каменной Преображенской церкви. Строительство её затянулось. В июне 1813 г. были освящены придельные престолы во имя святителя Николая Чудотворца и иконы Божией Матери «Всех Скорбящих Радость», но только в июле 1820 г. помещик И. Колемин испрашивал дозволения освятить главный престол во имя Преображения Господня, колокольня была построена в 1839 г., а ограда вокруг церкви только в 1869 г.
В селе Шилово в 1796 г., согласно прошению помещика секунд-майора И. И. Запольского, старую Успенскую деревянную церковь было разрешено перенести на новое место и перестроить с добавлением нового леса. 13 апреля 1846 г. в 12-м часу ночи в результате большого пожара, произошедшего в селе Шилово, эта церковь сгорела до основания, за исключением утвари и икон, которые были спасены. Так как выгорело более половины села и не было места для хранения утвари, то, по просьбе священника Космы Боркова, было разрешено построить в удобном месте для хранения утвари и отправления треб часовню.

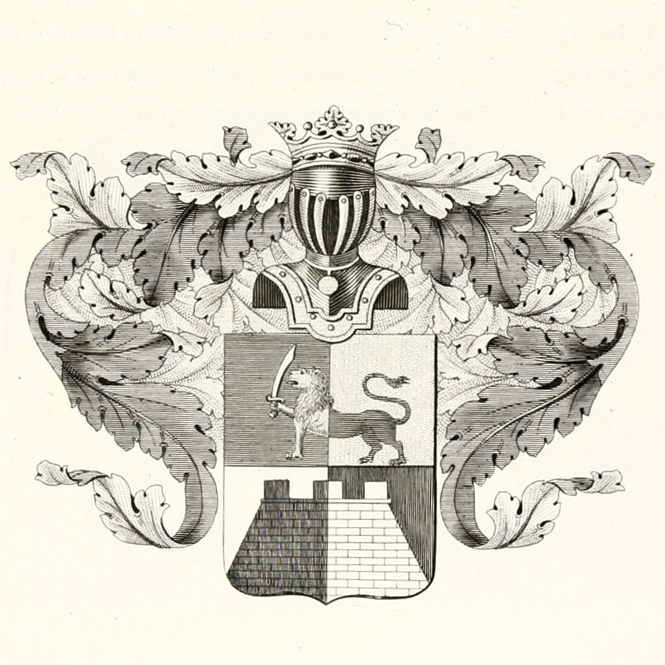
Герб рода дворян Колеминых.

В октябре 1846 г. причт и прихожане села Шилово подали прошение о построении, вместо деревянной сгоревшей церкви, новой каменной во имя Успения Божией Матери с приделами Предтеченским и Никольским. Проект нового храма составил губернский архитектор Н. И. Воронихин, и по составленной смете строительство церкви было оценено в 14 456 руб. Попечительство о строительстве новой церкви, с согласия местных помещиков и причта, взял на себя помещик Алексей Андреевич Колемин, обязавшийся построить церковь за свой счёт в течение 5 лет. Однако имение Колемина оказалось заложенным в Московском Опекунском совете, и он смог приступить к строительству храма только в 1850 г. Были построены стены церкви, выведенные почти до кровли, но в 1851 г. строительство было прекращено из-за отсутствия средств. Только к 1853 г. строительство здания храма, за исключением колокольни, было завершено. Но внутренняя отделка отсутствовала и, из-за болезни и смерти А. А. Колемина, церковь оставалась недостроенной.
В ноябре 1856 г., на средства спасского купца 3-й гильдии Даниила Кирилловича Топоркова, был обустроен и освящен правый придел Успенской церкви села Шилово во имя святителя Николая Чудотворца; а в июне 1857 г. на средства государственного крестьянина Коломенского уезда и временного купца 3-й гильдии Павла Герасимовича Лобанова был устроен и освящен левый придел во имя Иоанна Предтечи. Главный, Успенский престол храма освятили ещё позднее — в 1870 г. Тогда же попечителем храма, на место умершего Колемина, был избран купец Д. К. Топорков. В 1882 г. вокруг Успенской церкви была построена каменная ограда, а росписи были сделаны художником Н. В. Шумовым в 1885 г.

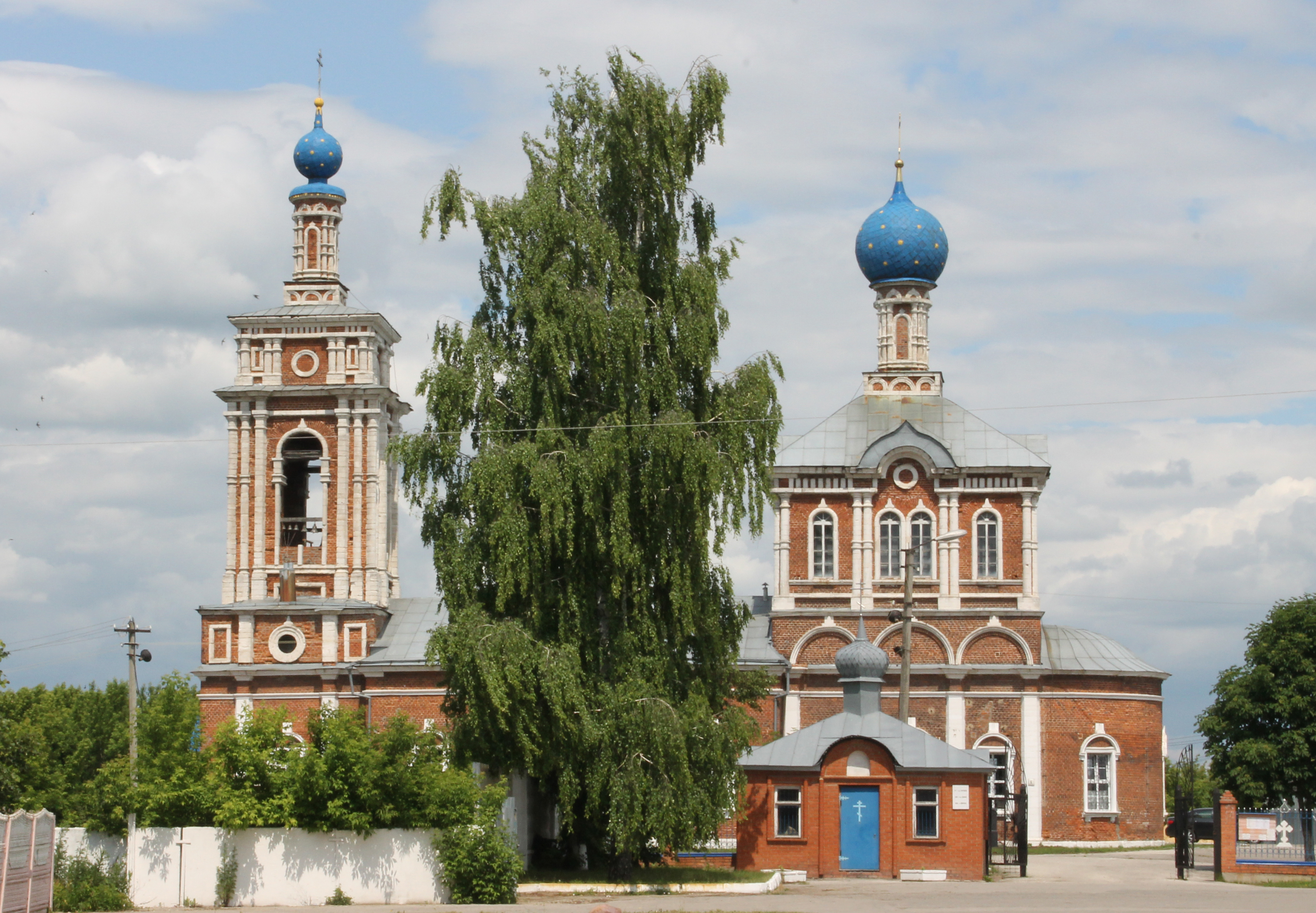
Пгт Шилово. Храм Успения Пресвятой Богородицы (Успенская церковь), архит. Н. И. Воронихин, 1850—1870 гг. с часовней, на ней видна плита с надписью: «1147 г. град Неринск. 1388 град Шилов. 1938 р.п. Шилово».

К этому времени, в результате крестьянской реформы 1861 г., крепостное право в России было отменено. К моменту его уничтожения село Шилово принадлежало помещикам Колеминым и Фатовым, и оставалось небольшим — в нём насчитывалось 52 двора, в которых проживало 310 душ крестьян мужского и женского пола.
Дальнейшее развитие капиталистических отношений на селе сдерживалось малоземельем и господством общинной формы землепользования, хотя появлялись и ростки нового: в 1877 г. в Шилово была открыта церковно-приходская школа, в конце XIX в. начал работу небольшой крахмало-терочный завод. Большое значение для развития села имело его расположение на реке Оке, являвшейся в то время важнейшим торговым путём, связывавшим Центр России с Поволжьем. Шиловская пристань была одной из самых крупных в Спасском уезде.
К 1891 г., по данным И. В. Добролюбова, в приходе Успенской церкви села Шилово, состоявшем из одного только села, числилось 74 двора, в которых проживало 302 души мужского и 305 душ женского пола, в том числе грамотных — 85 мужчин и 30 женщин. В то же время в приходе Преображенской церкви села Новоселки, состоявшем из села и близлежащей деревни Кривцово, числилось 163 двора, в которых проживало 511 душ мужского и 562 души женского пола.
В 1893 г., после постройки Московско-Казанской железной дороги, Шилово становится крупной железнодорожной станцией, но, как и прежде, остается сравнительно небольшим селом. К 1905 г. в нём насчитывалось всего 81 крестьянских дворов, в которых проживало 788 жителей. Большинство домов были деревянные, реже — каменные, крытые соломой и щепой. Кроме железнодорожной станции и пристани в селе Шилово имелись: церковно-приходская школа, почтовая станция, казённая винная лавка, паровая мельница, крахмальный и сенопрессовальный заводы.

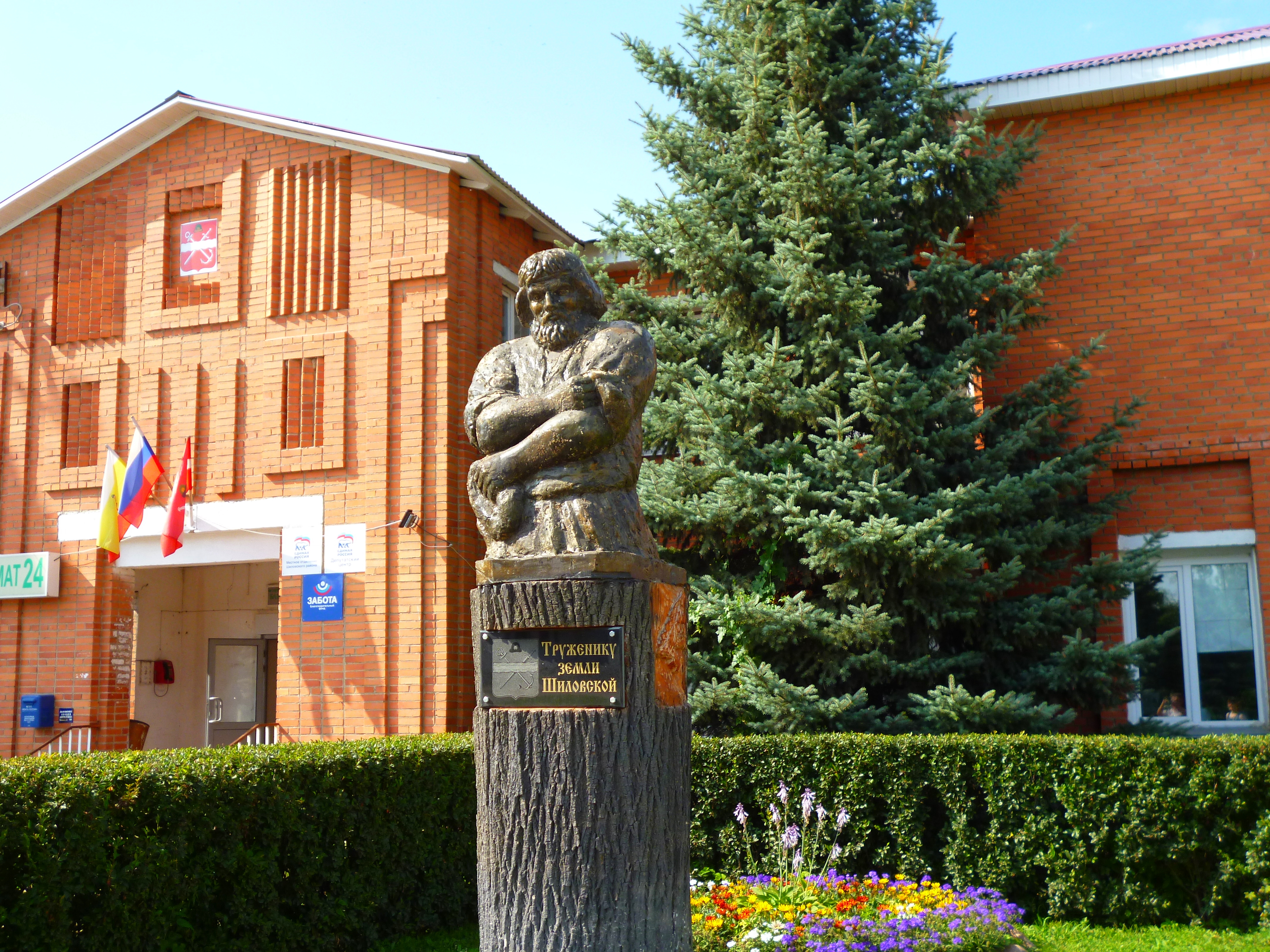
Пгт Шилово. Памятник «Труженику земли Шиловской», 2014 г.

Жители села Шилово приняли активное участие в 1-й Русской революции 1905—1907 гг. 22 марта 1905 г. исправник Сапожковского уезда доносил, что на крестьян вверенного ему уезда отрицательно действуют слухи, распространяемые крестьянами села Шилово Желудевской волости Спасского уезда: они призывали громить усадьбы помещиков. Такие слухи могли зародиться только под влиянием агитации. И действительно, ещё 1 января 1905 г. на станции Шилово был арестован некий человек, распространявший между чинами военного поезда запрещенную литературу. На все годы революции Шилово становится теми воротами, через которые в Спасский уезд проникает революционная литература. Привозили её из Москвы машинисты И. Нестеров и Бербиков.
12 ноября 1905 г. произошло столкновение крестьян села Шилово с карательным отрядом, направлявшимся на подавление бунта в Сапожковский уезд. На станции Шилово каратели должны были пересесть на подводы, но шиловцы подвод им не дали. Когда вице-губернатор приказал отобрать подводы и лошадей силой, мужики возмутились, стали собираться большой толпой и разошлись только после того, как был отдан приказ отрыть огонь.
Несколько позднее, в декабре 1905 г. железнодорожники станции Шилово приняли активное участие в забастовке на Московско-Казанской железной дороге. В стачечный комитет Рязанского узла вошёл слесарь депо станции Шилово А. И. Калошин. За участие в декабрьской забастовке было уволено 17 железнодорожников и 6 служащих станции Шилово, 4 служащих арестовано.
События 1905 г. заставили губернские верхи по-новому взглянуть на Шилово: за селом был установлен строгий жандармский надзор. К лету 1907 г., когда ожидался всплеск «аграрных беспорядков», губернатор писал, что жандармские части необходимо разместить либо в Шилово, либо в одном из ближайших селений. Отряды пешей и конной стражи, готовые по первому сигналу броситься на расправу, были расквартированы в селе Новоселки.
Новая волна выступлений крестьян началась после февраля 1917 г. По воспоминаниям старожилов, весть об отречении царя Николая II была воспринята большинством с радостью. Группа наиболее активных шиловцев разоружила урядника и пристава. У церкви состоялась манифестация, были отменены уроки в школе. Крестьяне верили, что наконец-то решится аграрный вопрос. Но, несмотря на туманные обещания Временного правительства, уже к лету стало понятно, что раздела помещичьих владений не будет.
Поэтому 29 октября 1917 г., после получения известия о победе Октябрьской революции 1917 г. в Петрограде, железнодорожники станции Шилово вместе с другими железнодорожниками участка Рязань — Чучково проголосовали за передачу всей власти в руки Советов. 12 декабря 1917 г. в Спасске состоялся уездный съезд Советов, который принял решение передать Советам всю полноту власти в уезде. Началось создание органов новой власти на местах. В селе Шилово советская власть была установлена в декабре 1917 г.
Во время Гражданской войны 1918—1920 гг., когда особенно остро стояла задача обеспечения продовольствием советской республики, жители села Шилово приняли самое активное участие в поставках продовольствия голодающей Москве. 22 или 23 декабря 1919 г. В. И. Ленин получил телеграмму председателя Спасского уисполкома Любасова с сообщением о том, что на станциях Шилово и Шелухово грузятся 10 тыс. пудов картофеля. 3 января 1920 г. уполномоченный Губисполкома рапортовал: «За период с 25 декабря по 2 января погружено и отправлено в Москву в адрес Наркомпрода 109 вагонов картофеля, из них со станции Шилово — 73, Шелухово — 16… Погрузка продолжается».
В 1919 г. в Шилово были национализированы местные промышленные предприятия, в том числе крахмало-терочный завод. В то же время годы войны, разрухи и продразверстки тяжело отразились на крестьянских хозяйствах, которые оказались в состоянии упадка. Это вынуждало шиловских крестьян искать дополнительные заработки. В начале 1920-х гг. многие крестьяне села Шилово кормились ямщичеством: перевозили пассажиров и грузы со станции Шилово в Касимов, Ижевское и другие места. В навигацию подрабатывали на пристани грузчиками и опять-таки на перевозках.
После окончания войны и начала новой экономической политики (НЭПа) отсталая система земледелия, господствовавшая в крестьянских хозяйствах, поставила перед молодой республикой проблему обучения крестьян агрономии. Для решения этой задачи в селе Шилово в 1922 г. открываются образцовые сельскохозяйственные курсы.
В 1924 г. происходят изменения в административном делении Рязанской губернии. Шилово становится волостным центром. На 1 января 1925 г. Шиловская волость объединяла 9 сельсоветов с населением в 26 952 человека. Став волостным центром, растет и само Шилово: по данным на 1926 г., здесь проживало 1513 жителей. Продолжает развиваться местная промышленность: в Шилове начинает работать кондитерская фабрика, расширяет производство крахмальный завод, производивший к 1927 г. ежегодно 845 т сухого крахмала.
В 1927 г. для Шиловской волости произошло знаменательное событие: Рязанский Губком и Губисполком наградили Шиловский волостной комитет общественной взаимопомощи за хорошую работу среди бедноты первым трактором «Фордзон».
В декабре того же 1927 г., согласно решениям XV съезда ВКП(б), правительство СССР взяло курс на коллективизацию индивидуальных крестьянских хозяйств и создание колхозов. Одновременно осуществлялась административно-территориальная реформа. 12 июля 1929 г. Рязанская губерния была упразднена, а её территория включена в состав вновь созданной Московской области, в составе которой был организован Рязанский округ. На местах упразднялись уезды и вводилось деление на районы. Село Шилово становится центром Шиловского района, вошедшего в состав Рязанского округа, а с октября 1930 г., после его ликвидации, непосредственно в состав Московской области.
Для успешного проведения коллективизации была необходима крепкая материально-техническая база. И она создается. В 1930 г. в селе Шилово открываются тракторные мастерские, а для коллективных хозяйств района выделяется 65 тракторов. Для работы в сельской местности из городов направляются наиболее достойные рабочие-коммунисты. Среди них — первый председатель Шиловского райисполкома Малюгин (рабочий завода «Красное Замоскворечье»).
В 1929 г. в селе Шилово был организован совхоз «Гигант», объединивший земли крестьянских хозяйств сел Шилово, Юшта, Борок и Березово. В 1930 г. крестьяне села Шилово организовали колхоз «Смычка». Его первым председателем был избран С. Ф. Гришин. Зимой 1931 г. совхоз «Гигант» был разделен на три совхоза: «Шиловский», «Пролетарский» и «Яльдино».
26 сентября 1937 г., Постановлением ЦИК, из Московской области были выделены Рязанская и Тульская, при этом Шиловский район вошёл в состав Рязанской области. Шилово становится большим селом с более чем 3-тысячным населением. Кроме колхоза «Смычка» и центральной усадьбы совхоза «Шиловский» здесь действовали также кондитерская фабрика, пекарня, крахмальный завод, мельница. Было здесь и 2 школы — средняя сельская и средняя транспортная, 2 библиотеки, Дом культуры, клуб железнодорожников. За 1930-е гг. в селе было построено несколько 2-этажных домов, открыта больница. Восточнее села Шилово на реке Оке находилась центральная усадьба совхоза «Пролетарский», рядом с которой вырос отдельный поселок.

26 декабря 1938 г. был принят Указ Президиума Верховного Совета РСФСР, в котором говорилось: 
«Отнести к категории рабочих поселков село Шилово Шиловского района Рязанской области, сохранив за ним прежнее наименование».

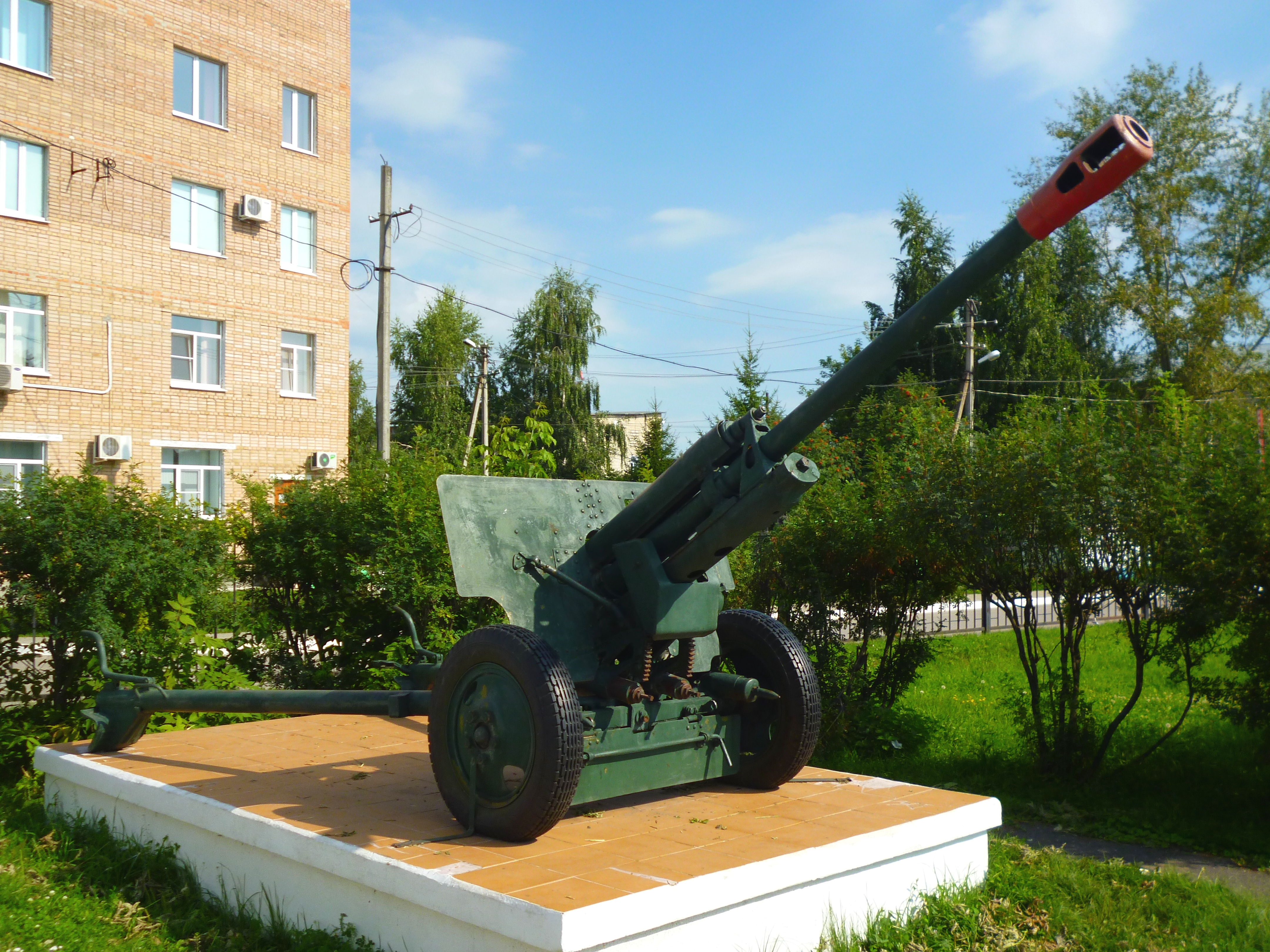
пгт. Шилово. Артиллерийское орудие. Фрагмент Мемориала воинской Славы.

В годы Великой Отечественной войны 1941—1945 вся жизнь шиловцев оказалась подчинена лозунгу «Все для фронта — все для победы». Военкоматы осаждали тысячи людей, требующих отправки на фронт. Гражданское население, особенно молодежь, активно училась военному делу в оборонных кружках, на курсах РОКК. Уже в июле 1941 г. в пгт Шилово и в селах района регулярно шли занятия военных (оборонных) кружков, 30 комсомольцев, как писала областная газета «Сталинец» 18 июля 1941 г., занимались в кружке мотоциклистов. В августе 1941 г. в Шилово была подготовлена первая группа санитаров, отправившихся на передовую.

В первые месяцы войны в Фонд обороны шиловскими колхозниками, рабочими и служащими было сдано большое количество денежных средств, драгоценностей. 14 августа 1941 г. газета «Сталинское знамя» публикует заметку о патриотическом поступке пенсионера А. Дерябина из пгт Шилово. В своем заявлении он написал: 
«Я отказываюсь от государственной пенсии по нетрудоспособности до полной нашей победы над врагом. Ежемесячную пенсию — 71 рубль — вношу в Фонд обороны страны».
Тяжелой была для страны осень 1941 г. Враг рвался к Москве. 15 октября 1941 г. обком ВКП(б) и облисполком приняли решение о строительстве оборонительных сооружений в Рязанской области. В 2 км от пгт Шилово, южнее линии железной дороги, был выкопан противотанковый ров, окопы. Строить оборонительные сооружения вышли все жители поселка. Для оказания сопротивления врагу был создан истребительный отряд (командир — С. Г. Ельсков, начальник штаба — А. Т. Пекин), а на случай захвата района немцами сформирован партизанский отряд, которым командовал начальник райотдела милиции.

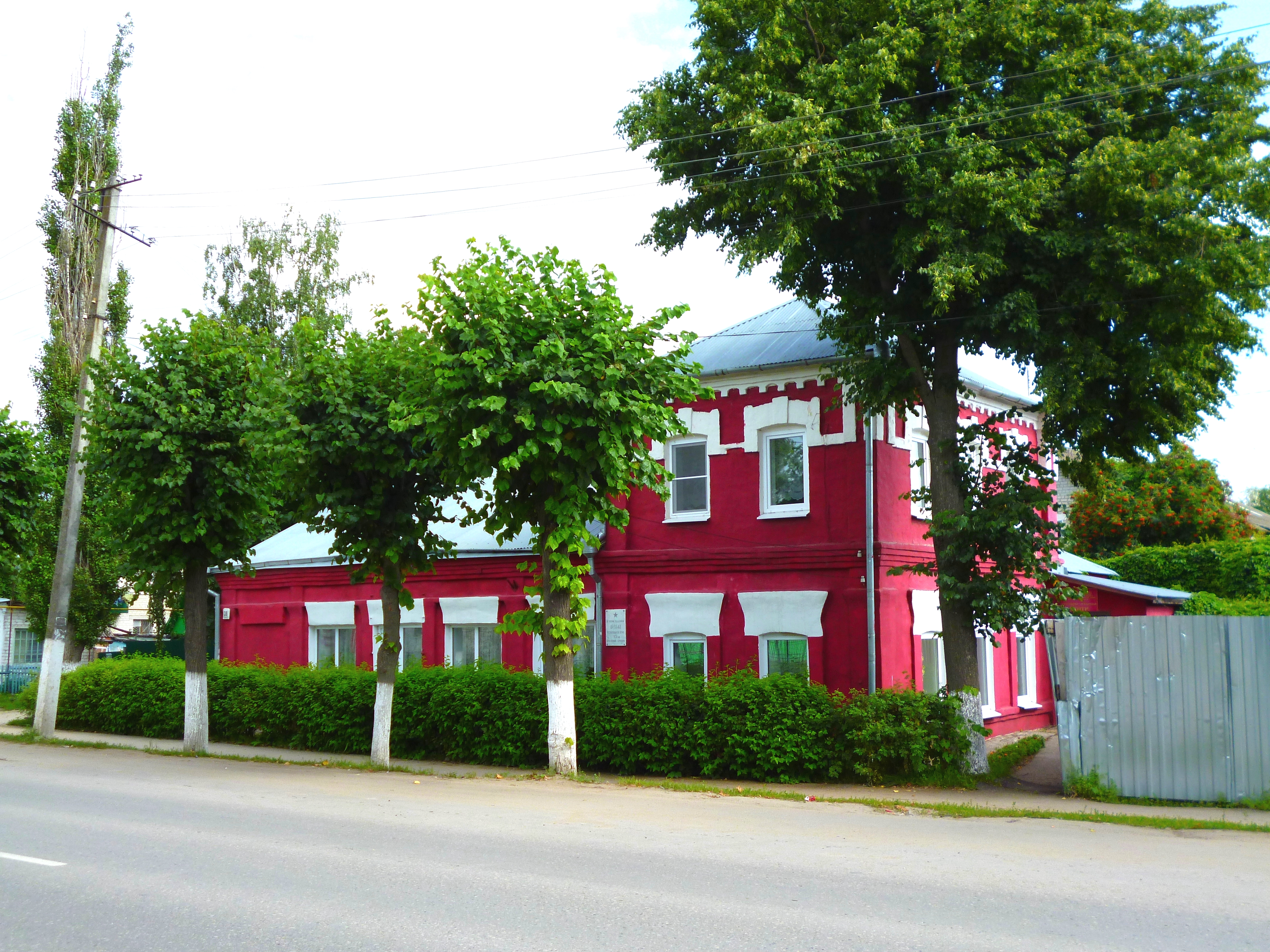
пгт Щилово. Здание, в котором в ноябре 1941 г., во время битвы за Москву, располагался штаб 10-й советской армии

26 ноября 1941 г. в Рязань, согласно директиве Генштаба, прибыл штаб 10-й резервной армии (командующий — генерал-лейтенант Ф. И. Голиков). Армия должна была, предварительно сосредоточившись, развернуть наступление на участке Зарайск — Скопин. Две дивизии армии сосредотачивались на территории Шиловского района: 324-я стрелковая — на станции Шилово, 325-я стрелковая — на станциях Шилово и Крутицы. Шиловцы в период развертывания частей оказывали воинам посильную помощь. Для переброски воинских соединений к фронту Шиловский район выделил 750 подвод с лошадьми.
Выйдя на исходные рубежи, части 10-й армии в ночь с 6 на 7 декабря 1941 г. перешли в наступление под Михайловом. К 10 декабря 1941 г. территория Рязанской области была полностью очищена от немцев.
Ещё в тревожные сентябрьские дни 1941 г. областная газета обратилась с призывом к рязанским патриотам включиться в сбор теплых вещей для бойцов Красной Армии. Инициативу поддержали, и на все 4 года она стала доброй традицией: к каждому празднику шли на фронт посылки с подарками, а перед наступлением зимних холодов собирались для бойцов теплые вещи.
Большое распространение приняло и другое патриотическое движение — сбор средств на постройку боевой техники. В конце 1942 г. по области начался сбор средств на строительство танковой колонны «Рязанский колхозник». Шиловские колхозники активно поддержали почин. Только колхоз «Смычка» (пгт Шилово) собрал 30 тыс. рублей. На строительство самолётов в 1942 г. собирали деньги и учащиеся школ района. В Шиловской средней школе на самолёт «Рязанский пионер» было собрано 987 руб.
Чтобы решить проблему нехватки механизаторов, в июле 1941 г. при МТС были открыты курсы по подготовке трактористов и комбайнёров. В начале 1942 г. на курсах при Шиловской МТС обучалось 62 девушки, а к 1944 г. в районе было уже 5 женских тракторных бригад. В остальных 10 женщины также составляли большую часть трактористов. В числе передовиков в военные годы постоянно назывались А. Мудрицына, М. Семиохина, Н. Афонькина, М. Храпова и др.

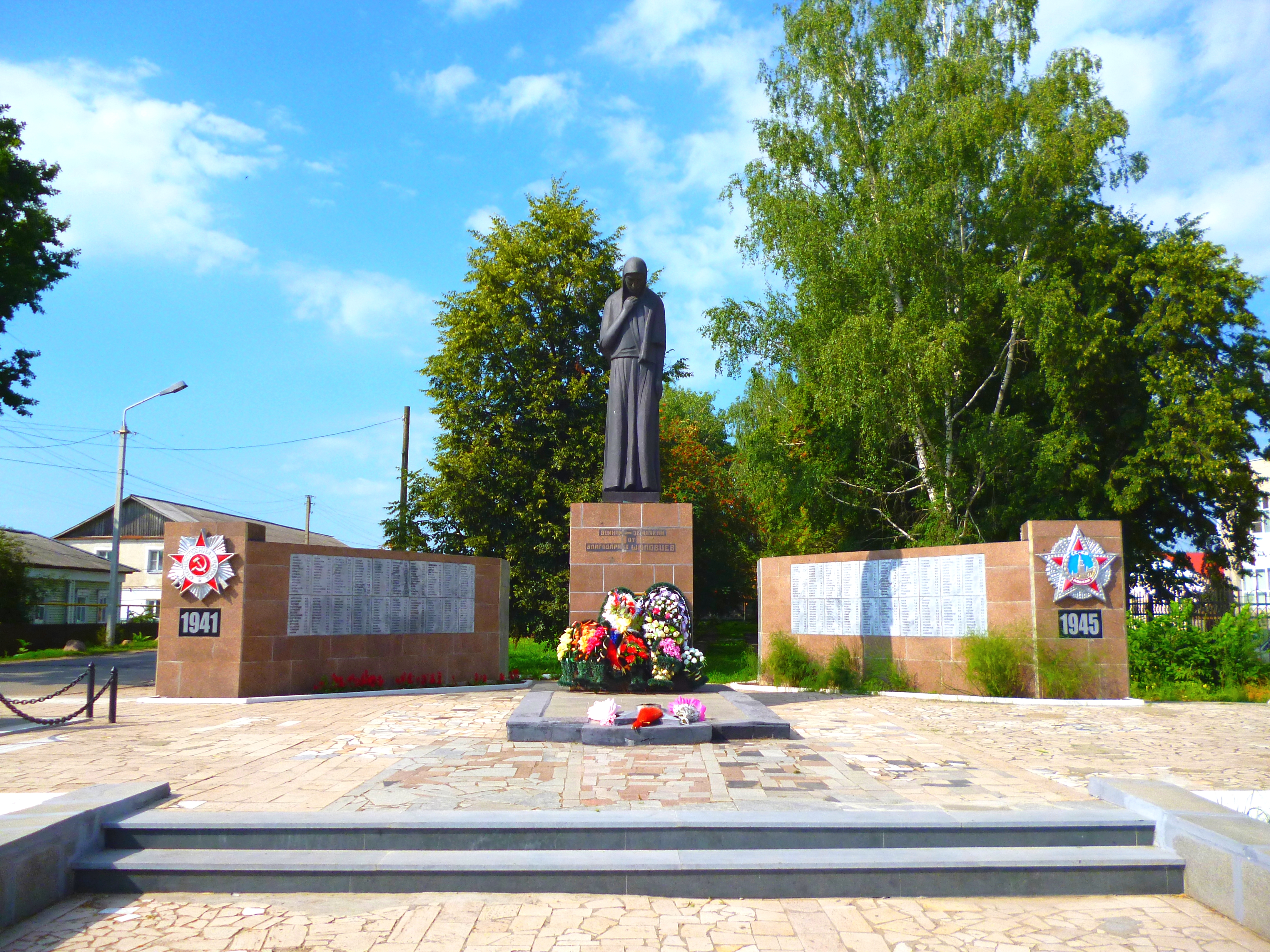
пгт. Шилово. Мемориал воинской Славы. Центральная часть.

Вместе со взрослыми напряженно трудились и дети. Перед школами встала задача — дать учащимся агрономические знания, технические навыки. После уроков учащиеся изучали агротехнику, трактор. К лету 1942 г. в Шиловской средней школе было подготовлено около 40 трактористов, столько же сеяльщиков и жатчиков.
Мужественно и отважно сражались шиловцы и на фронтах Великой Отечественной войны, многие были награждены орденами и медалями. Первым в Шиловском районе звание Героя Советского Союза ещё 7 апреля 1940 г. получил красноармеец Федор Акимович Липаткин (1918—1952, село Новоселки, сейчас — в черте пгт Шилово), исполняющий должность командира разведроты 136-го стрелкового полка за бои на Карельском перешейке во время Советско-финской войны 1939—1940 гг.
Сразу после войны ряд областей России, в том числе Рязанская, оказались в районе засухи. В колхозах Шиловского района не хватало техники, рабочих рук. Но деловой подход к работе со стороны колхозников и умелое руководство позволили уже в первые годы восстановления хозяйства добиться серьёзных результатов. В числе передовых числились шиловский колхоз «Смычка» и совхоз «Шиловский». Двум работникам последнего, дояру Н. Ф. Грызунову и зоотехнику К. Г. Харитоновой, были присвоены звания Героев Социалистического Труда.
В 1950—1960-е гг. в черту пгт Шилово были включены село Новоселки и деревня Алексеевский Поселок. Указом Президиума Верховного Совета РСФСР от 10 января 1966 г. поселок совхоза «Пролетарский» был переименован в поселок Прибрежный, а 30 декабря 1969 г. на основании Решения Исполнительного комитета Рязанского областного Совета депутатов также включен в черту пгт Шилово.
1960—1970-е гг. отмечены возросшей в несколько раз материально-технической базой Шиловского района, улучшением показателей в животноводстве и других отраслях. Интенсивно проводилась мелиорация. Одной из важнейших отраслей сельского хозяйства Шиловского района продолжало оставаться картофелеводство. В 1970-е годы в совхозе «Шиловский» был построен молочный комплекс на 1500 коров и вступило в строй межхозяйственное предприятие по откорму крупного рогатого скота, что обеспечило дальнейшее развитие животноводства в районе.
Шиловский пищекомбинат ежегодно выпускал 5 млн условных банок продукции (консервы) и поставлял свои изделия в Чехословакию, Польшу, ГДР, на Кубу и в Великобританию. Молкомбинат только в 1977 г. реализовал продукции на 1,067 млн рублей. В соответствии с планами по преобразованию Нечерноземья в пгт Шилово начинают строиться предприятия базы Главнечерноземводстроя: заводы железобетонных изделий, крупнопанельного домостроения, арматурный цех и т. д.

пгт. Шилово. Шиловский районный Дворец культуры и памятник боярину Евпатию Коловрату.

За период с 1968 по 1978 гг. в пгт Шилово было построено десять 5-этажек на 600 семей, новые магазины, больница на 210 коек, поликлиника, детские сады, 2 средние школы, Дворец культуры, кинотеатр «Космос». В Доме пионеров и школьников в 1974 г. был создан историко-краеведческий кружок, проводивший поисковую и популяризаторскую работу.
С 1980 г. начал работать завод производственного объединения стройиндустрии (сейчас — ПКАОЗТ «ОПС-Шилово»). Его производство было оснащено современным высокопроизводительным оборудованием, пущены в эксплуатацию 4 автоматические линии производства полимерных дренажных труб для нужд мелиорации. Кроме объединённых предприятий стройиндустрии в Шилово были построены ремонтная мастерская сельхозтехники, база сельхозхимии, газопровод протяженностью 21 км, 125,8 тыс. м² жилья.
В 1981 г. в пгт. Шилово открылся краеведческий музей. С целью развития культуры и спорта в 1985 г. был создан культурно-спортивный комплекс, объединивший соответствующие организации.

## Экономика
По данным на 2015/2016 г. на территории пгт. Шилово Шиловского района Рязанской области расположены:
1. ПКАОЗТ «ОПС-Шилово», предприятие стройиндустрии, производство железобетонных и полимерных конструкций;
2. ООО «Кварцевые технологии», добыча и обогащение кварцевых песков;
3. ООО «Славмебель.ру», изготовление нестандартной мебели по индивидуальному заказу;
4. ООО «Концентрат», производство ячменно-солодового, ржаного и пшеничного концентратов;
5. ООО «Мясокомбинат Шиловский», производство готовых и консервированных продуктов из мяса, птицы, мясных субпродуктов;
6. ООО «Шиловский хлебокомбинат», производство хлебобулочных изделий;
7. ООО «Шиловское», агропромышленное предприятие;
8. ООО «Пролетарское», агропромышленное предприятие;

а также строительные организации:
1. ООО «Шиловское ХДПМУ», дорожно-строительное предприятие;
2. Шиловское ДРСУ филиал ОАО «Рязаньавтодор»;
3. ООО «Жилстройсервис»;
4. ООО «Строитель ПМК-183»;
5. ОАО ПМК «Шиловская» и др.

Реализацию товаров осуществляют свыше 150 магазинов и аптек, 5 павильонов, 7 киосков, 8 торговых палаток, 2 поселковых рынка и 11 предприятий общественного питания. Услуги населению оказывают 5 предприятий по ремонту жилья, 4 предприятия по ремонту и изготовлению мебели, 4 автосервиса, 2 предприятия по ремонту бытовой техники, 1 предприятие по ремонту и пошиву одежды, 9 парикмахерских и 5 предприятий по оказанию ритуальных услуг.
В пгт. Шилово издается районная газета «Шиловский вестник».
В пгт. Шилово работают Шиловское отделение «Сбербанка», Шиловский дополнительный офис АО «Россельхозбанка» и Шиловский дополнительный офис ПАО «Прио-Внешторгбанка», 3 отделения почтовой связи, 4 страховые компании, 2 нотариальные конторы, юридические фирмы, Шиловский районный филиал ФГУП «Ростехинвентаризация» и т. д.

## Транспорт
Посёлок Шилово — транспортный узел, в котором пересекаются важнейшие водные, железнодорожные и автомобильные магистрали. Важнейшее значение до недавнего времени имел тот факт, что через территорию поселения проходит водный путь по реке Оке. В пгт. Шилово имеется крупная пристань (якорная стоянка).
В настоящее время основные грузо- и пассажироперевозки осуществляются железнодорожным и автомобильным транспортом. В пгт Шилово расположена узловая станция Московско-Казанского исторического железнодорожного хода и железнодорожной ветки Шилово — Касимов Московской железной дороги. В непосредственной близости от пгт. Шилово проходит автомобильная дорога федерального значения М-5 «Урал» Москва — Рязань — Пенза — Самара — Уфа — Челябинск; а с юга на север территорию поселка пересекает автомобильная дорога регионального значения Ряжск — Касимов — Нижний Новгород.
Вблизи пгт. Шилово проходят магистральный нефтепровод Нижний Новгород — Рязань и магистральный газопровод Средняя Азия — Центр.

## Социальная инфраструктура
В пгт Шилово расположены Шиловская центральная районная больница (ЦРБ) с поликлиникой и стационаром на 200 койко-мест и 1 фельдшерско-акушерский пункт (ФАП) в поселке Прибрежный.
В системе образовательных учреждений работают 5 детских садов, 3 средних общеобразовательных школы (№ 1, 2 и 3) и Прибрежненская основная общеобразовательная школа (филиал Шиловской СОШ № 1), Шиловский Дом детского творчества, Шиловская детская школа искусств, Центр психолого-медико-социального сопровождения «Родник» и Шиловский социально-реабилитационный центр для несовершеннолетних.
В структуру организации физической культуры и спорта входят спортивный комплекс «Арена» со спортивным и тренажерным залом и бассейном, Детско-юношеская спортивная школа (ДЮСШ) и муниципальное учреждение «Стадион».
В сфере культуры работают Шиловский районный Дворец культуры со зрительным залом на 800 мест и Прибрежненский Дом культуры, Шиловская межпоселенческая библиотека имени Н. С. Гумилёва, 3 городские библиотеки (№ 17, 21 и Прибрежненская), детская библиотека, Шиловский районный краеведческий музей и Шиловский районный этнокультурный центр «Заряна». В школе № 1 организован музей 324-й Верхнеднепровской Краснознаменной стрелковой дивизии; в школе № 3 — музей железной дороги. В посёлке Прибрежный действует музей реки Оки.
В пгт Шилово проводится множество фестивалей: историко-фольклорный фестиваль «Слава Добрыне», межрегиональный фестиваль лозоплетения «Ива-Ивушка», праздник дня молодежи «Нептун на Шиловской земле», народное гуляние «Троица», фестиваль дедов Морозов и Снегурочек.

## Достопримечательности
- Место сражения под Шишевским лесом на Воине— на территории Воинского уезда, между речками Непложей и Крутицей у с. Задубровье, перед речкой Ярославка, произошла первая победа русских войск над ордынцами. В 2015 г. в честь этого события, на храме с. Задубровье открыта мемориальная плита, а в 2019 г. на въезде в район со стороны Рязани—исторический монумент—часовня, посвященный в.кн. Олегу Ивановичу Рязанскому и сражению 1365 г.
- Храм Успения Пресвятой Богородицы — Успенская церковь. Построена в 1850—1870 гг. по инициативе и на средства местного помещика А. А. Колемина и спасского купца Д. К. Топоркова по проекту губернского архитектора Н. И. Воронихина.
- Храм Преображения Господня — Преображенская церковь. Построена в 2012—2013 гг. на месте старинного Преображенского храма в селе Новоселки.
- Старообрядческий храм Покрова Пресвятой Богородицы — старообрядческая Покровская церковь. Небольшая деревянная церковь старообрядческой поморской (беспоповской) общины. Сооружена в 2009 г. на средства благотворителей.
- Здание, в котором в ноябре 1941 г., во время битвы за Москву в годы Великой Отечественной войны, размещался штаб 10-й армии генерал-лейтенанта Ф. И. Голикова. В настоящее время здание занимает Управление образования и молодёжной политики Шиловского района.
- Памятник В. И. Ленину (1870—1924 гг.), первому председателю советского правительства (СНК) и лидеру коммунистической партии РКП(б
- Мемориал воинской Славы, посвященный жителям Шиловского района, павшим в боях за Родину в XX в. Центральную часть мемориала представляет аллея славы с именами Героев Советского Союза — уроженцами Шиловского района. Она завершается у скульптуры скорбящей женщины-матери, за спиной которой находится стела с именами более 600 жителей пгт Шилово, погибших в Великой Отечественной войне 1941—1945 гг. Стела обрамлена изображениями орденов Отечественной войны и Победы. Справа от стелы — артиллерийское орудие и монумент шиловцам-ликвидаторам аварии на Чернобыльской АЭС, слева — монумент шиловским воинам-участникам войны в Афганистане и чеченских войнах.
- Памятная стела в честь 600-летия поселка Шилово. Установлена на въезде в поселок в 1988 г.
- Памятник воеводе Евпатию Коловрату установлен в 1995 г.
- Памятник балтийскому моряку и первому начальнику Шиловского волостного отделения милиции Василию Яковлевичу Исаеву (1896—1972 гг.), уроженцу села Сасыкино Шиловского района. Установлен в 2001 г. в сквере у Шиловской центральной районной больницы.
- Памятник поэту Николаю Степановичу Гумилёву (1886—1921 гг.), выходцу из семьи священников села Желудево Шиловского района. Установлен в 2010 г. перед зданием Шиловской межпоселенческой библиотеки имени Н. С. Гумилёва.
- Поклонный крест «Всем павшим за землю Русскую». Установлен рядом со зданием Шиловского краеведческого музея.
- Стелла «Добрынин курган». Установлен в 2012 г. у поселка Прибрежный по эскизу художника М. Оськина.
- Памятник «Труженику земли Шиловской», вырезан из ствола вековой липы в сквере напротив здания Шиловской межпоселенческой библиотеки в 2014 г.
- Яхт-клуб «Пара» на реке Оке в устье реки Пары в пгт Шилово, для любителей охоты, рыбной ловли и водных путешествий.

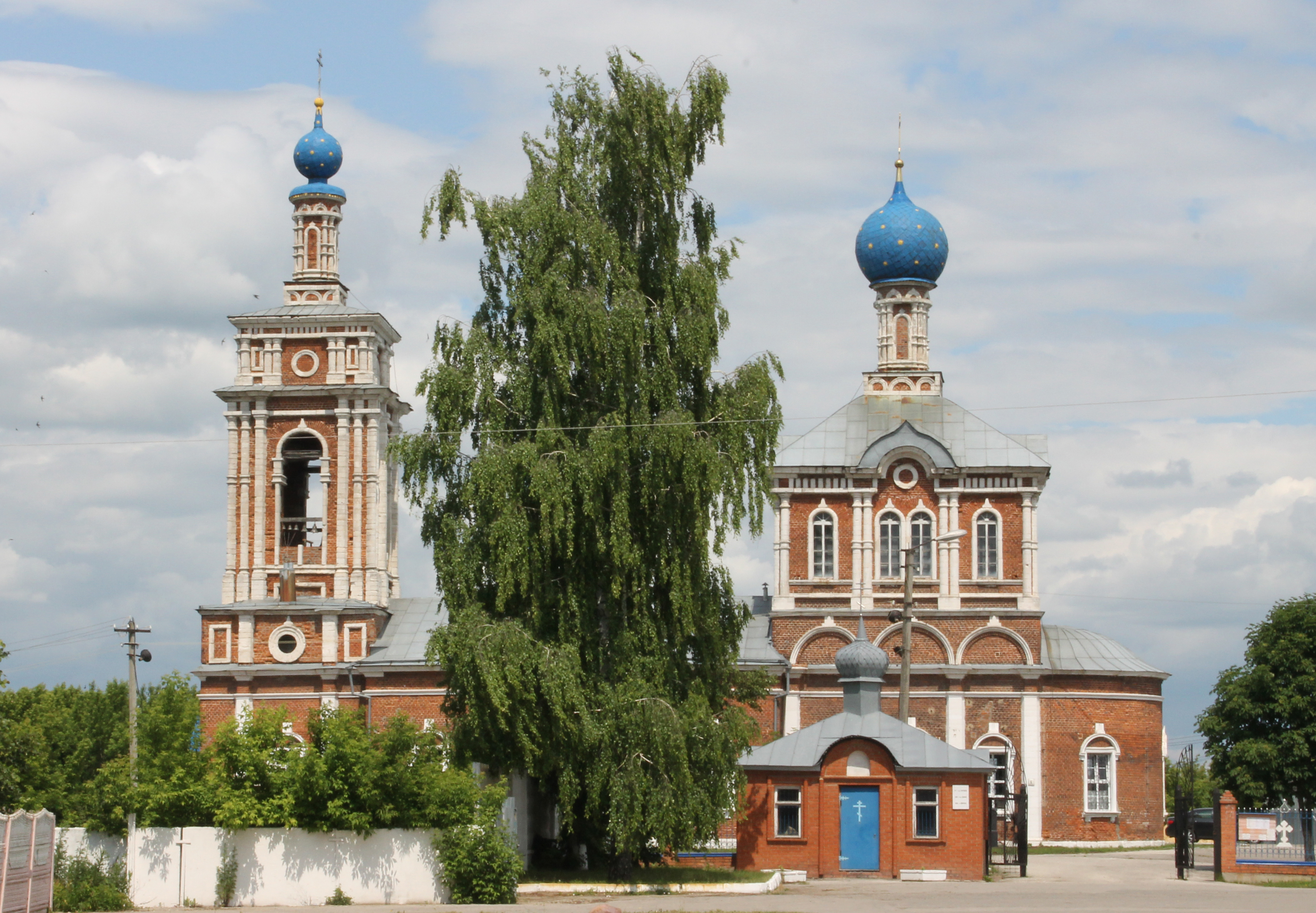
Шилово. Храм Успения Пресвятой Богородицы.
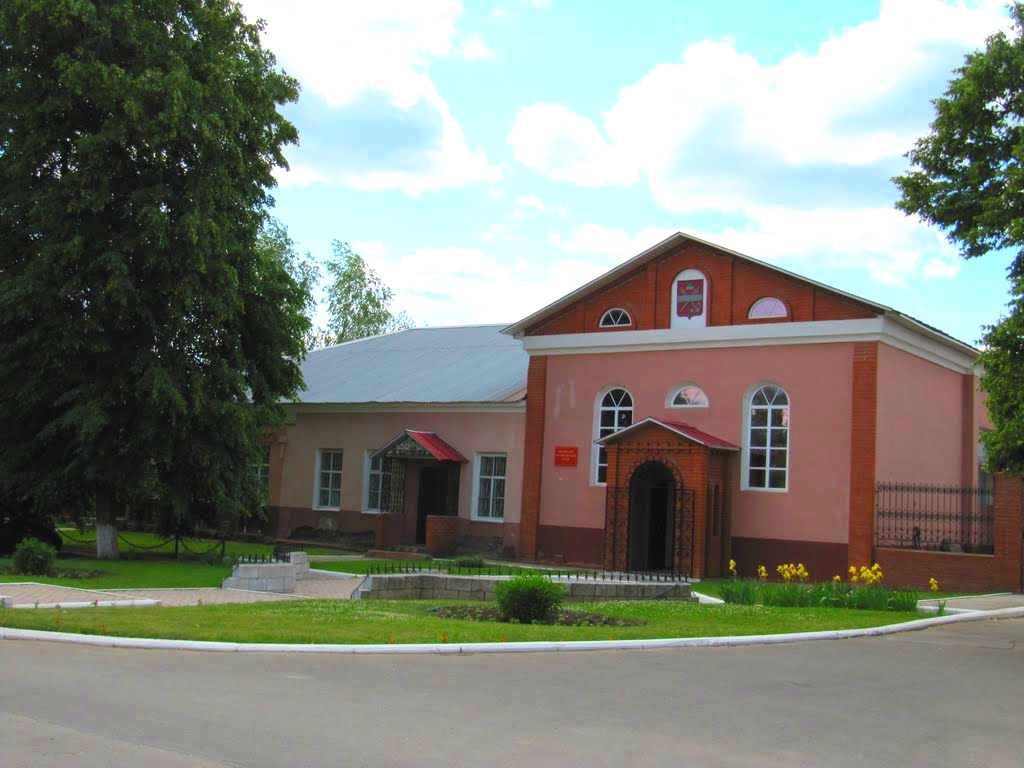
Шилово. Шиловский районный краеведческий музей.
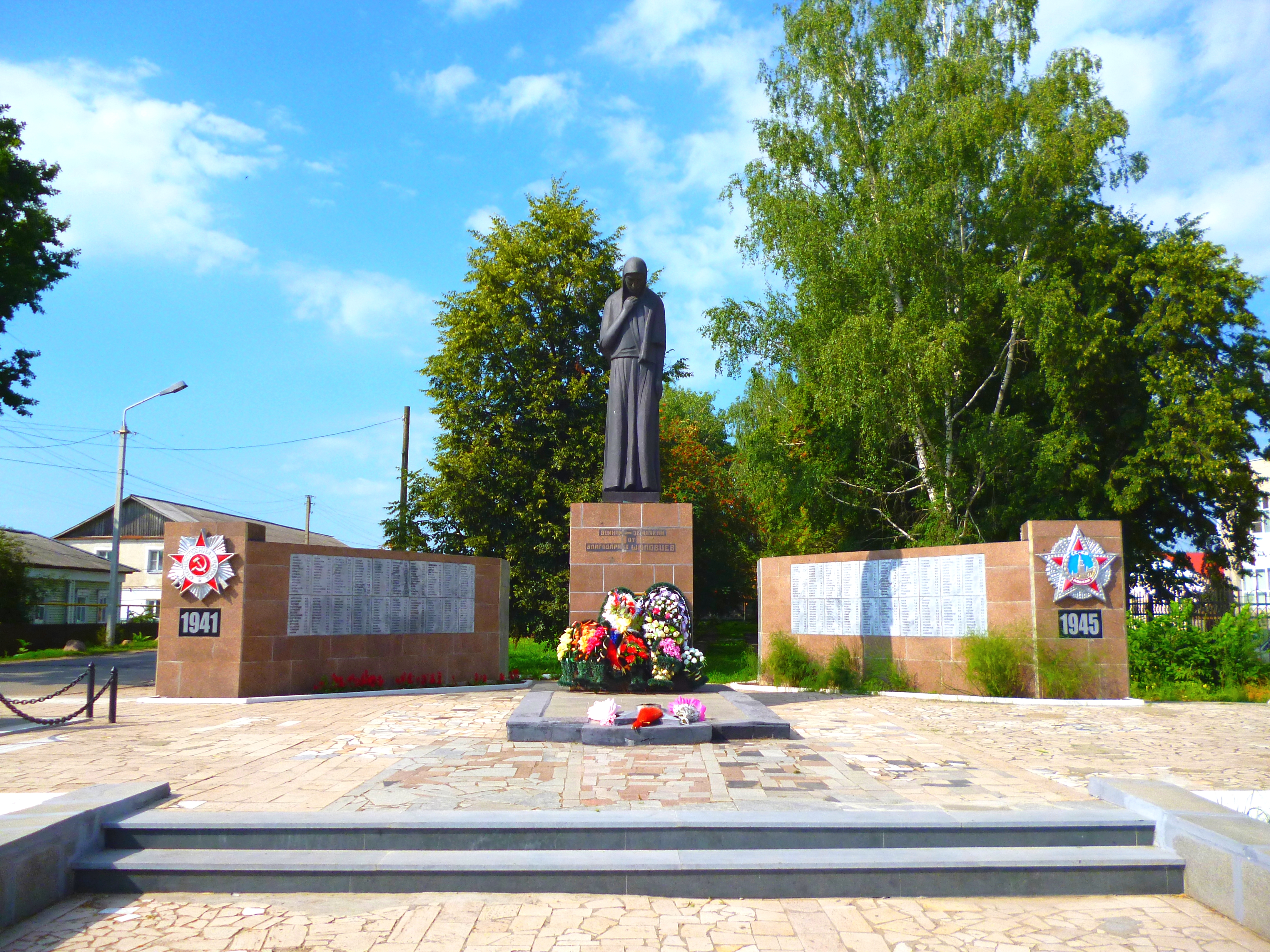
Шилово. Мемориал воинской Славы.
Шилово. Дворец культуры и памятник Евпатию Коловрату.
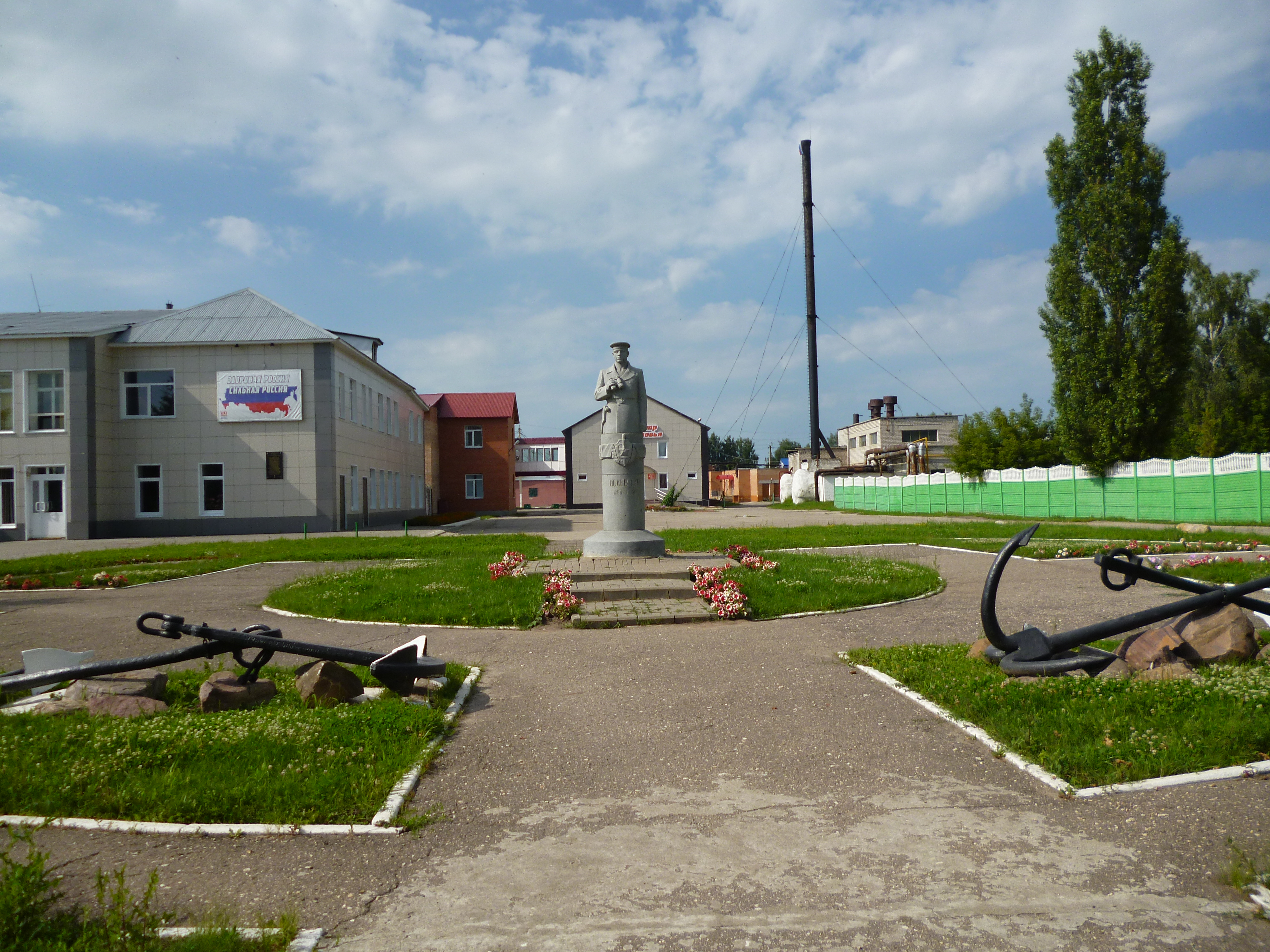
Шилово. Памятник балтийскому моряку В.Я. Исаеву.
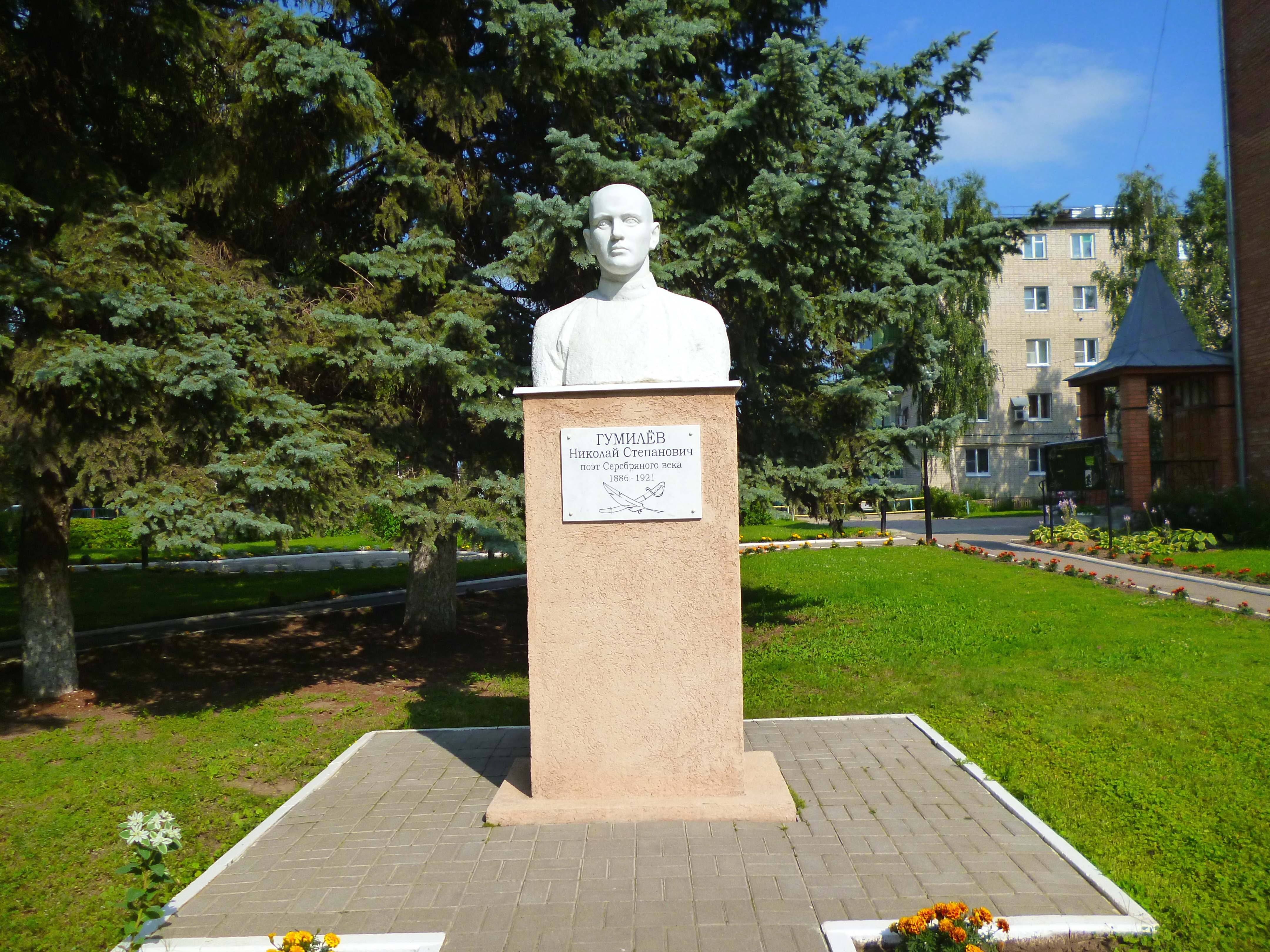
Шилово. Памятник поэту Н.С. Гумилеву.